# بیست (مجموعه تلویزیونی)
بیست یک مجموعه نمایشی تلویزیونی محصول سال ١٣٧۷ به کارگردانی محمد حسن‌زاده، نویسندگی ریحانه حسن‌زاده و تهیه‌کنندگی پروین شمشکی می‌باشد که از برنامه کودک و نوجوان شبکه یک پخش شد. این مجموعه شامل چهار آیتم نمایشی است که به مدت کلی ۳۰ دقیقه است.سری دوم این مجموعه در سال ۱۳۸۷ ساخته و پخش شد.

## بازیگران
- نیما فلاح
- سوسن پرور
- حسين رفيعی
- کامران ملک مطیعی
- امیر زریوند
- علی لک پوریان
- سیاوش مفیدی
- شقایق دهقان
- حسین مهری